# Olimpiadi europee delle scienze
Le olimpiadi europee delle scienze (in lingua inglese; European Union Science Olympiad, EUSO) sono una competizione di squadra per studenti delle scuole secondarie europee che siano, al massimo, nel diciassettesimo anno di età. Ogni nazione partecipante può inviare due squadre composte da tre studenti meritevoli in grado di intraprendere sfide in ambito intellettuale e di lavoro di squadra. Le gare consistono in prove di laboratorio applicate alla vita di tutti i giorni che intrecciano ogni reparto scientifico dalla chimica alla biologia e alla fisica relazionate fra loro. Durante lo svolgimento è importante che i componenti di ogni squadra cooperino organizzando bene i tempi e le procedure da seguire in modo da portare a termine le esperienze che vanno svolte in un tempo relativamente breve. Esse puntano allo sviluppo di conoscenze e alla comprensione di nuovi aspetti delle determinate materie scientifiche, migliorando il modo di interpretare e manipolare informazioni ed idee.
Secondo il fondatore, Dr. Michael A. Cotter, le olimpiadi europee delle scienze sono create anche per dare la possibilità di far sbocciare nuove amicizie, ma anche di confrontarsi e scambiarsi informazioni con ragazzi provenienti da tutta Europa, infatti durante il loro svolgimento non vi sono solamente competizioni bensì sono organizzate attività di gruppo e visite della località ospitante le Olimpiadi.
L'Italia ha preso parte per la prima volta nel 2012 a questa competizione.

## Selezione italiana
I due team che rappresentano l'Italia alla fase europea vengono selezionati attraverso alcune prove prima a livello di istituto e successivamente con una gara nazionale, talvolta denominata EUSOIT. La competizione in Italia è organizzata dall'AIF (Associazione per l'Insegnamento della Fisica) e dal Dipartimento di Biologia dell'Università di Padova.

### Gara d'istituto
La gara d'istituto si svolge solitamente tra novembre e dicembre, ed è sufficiente che la scuola si iscriva per partecipare. Ogni scuola forma gruppi di tre studenti (talvolta scelti attraverso i Giochi di Anacleto svolti nell'aprile precedente) e permette lo svolgimento di una prova nei propri laboratori. Come nelle fasi successive la prova è divisa in tre parti: chimica, fisica e biologia. Gli studenti devono svolgere semplici esperimenti, elaborare i dati ottenuti e rispondere a domande teoriche riguardanti gli esperimenti trattati. Ogni scuola corregge le prove dei propri studenti e invia le 2 migliori alla commissione nazionale.

### Semifinale
Dall'edizione del 2016 è stata introdotta una semifinale che si svolge nel mese di gennaio e serve per effettuare un'ulteriore selezione dei gruppi partecipanti.

### Gara nazionale
La commissione nazionale valuta le prove provenienti dalle singole scuole e stila una classifica. I primi 10-15 gruppi di studenti vengono invitati a Padova per la gara nazionale nel mese di Febbraio. La prova proposta è simile per tipologia alla gara d'istituto, ma è in genere più complessa e lunga. La manifestazione si articola in 2 giorni, il primo dedicato alla gara, mentre il secondo alle premiazioni. I primi 2 gruppi formeranno i 2 team che rappresentano l'Italia alla competizione europea.
Elenco vincitori della competizione italiana:
| Anno | Studenti              | Scuola                                    |
| 2012 | Massimo Bosco         | ITIS Malignani Udine                      |
| 2012 | Isabella Concina      | ITIS Malignani Udine                      |
| 2012 | Giulia Pelos          | ITIS Malignani Udine                      |
| 2012 | Cecilia Piferi        | Liceo Fermi Cantù                         |
| 2012 | Agnese Ronchetti      | Liceo Fermi Cantù                         |
| 2012 | Luca Broggi           | Liceo Fermi Cantù                         |
| 2013 | Talissa Dreossi       | ITIS Malignani Udine                      |
| 2013 | Arianna Mingone       | ITIS Malignani Udine                      |
| 2013 | Luca Zorzenon         | ITIS Malignani Udine                      |
| 2013 | Irene Pomero          | IIS A. Avogadro Torino                    |
| 2013 | Riccardo Scalzo       | IIS A. Avogadro Torino                    |
| 2013 | Davide Barberis       | IIS A. Avogadro Torino                    |
| 2014 | Davide Barberis       | IIS A. Avogadro Torino                    |
| 2014 | Christian Mendo       | IIS A. Avogadro Torino                    |
| 2014 | Davide Pasquale       | IIS A. Avogadro Torino                    |
| 2014 | Andrea Monti          | Liceo Fermi Cantù                         |
| 2014 | Mattia Libralato      | Liceo Fermi Cantù                         |
| 2014 | Pietro Butti          | Liceo Fermi Cantù                         |
| 2015 | Giacomo Coslop        | Liceo Galilei Trento                      |
| 2015 | Giorgio Forti         | Liceo Galilei Trento                      |
| 2015 | Benedetta Montanarini | Liceo Galilei Trento                      |
| 2015 | Luca Arnaboldi        | Liceo Fermi Cantù                         |
| 2015 | Dario Mercalli        | Liceo Fermi Cantù                         |
| 2015 | Matteo Chiariello     | Liceo Fermi Cantù                         |
| 2016 | Stefano Cavana        | ITIS Fermi Modena                         |
| 2016 | Stefano Pigozzi       | ITIS Fermi Modena                         |
| 2016 | Gregorio Rebecchi     | ITIS Fermi Modena                         |
| 2016 | Emanuele Manzi        | IIS Alberghetti Imola                     |
| 2016 | Andrea Pasotti        | IIS Alberghetti Imola                     |
| 2016 | Marco Piacentini      | IIS Alberghetti Imola                     |
| 2017 | Felix Chippendale     | Liceo Galilei Trento                      |
| 2017 | Francesco Debortoli   | Liceo Galilei Trento                      |
| 2017 | Jakob Nogler          | Liceo Galilei Trento                      |
| 2017 | Gaia De Paciani       | Istituto Max Planck Lancenigo di Villorba |
| 2017 | Luca Lazzari          | Istituto Max Planck Lancenigo di Villorba |
| 2017 | Alberto Cadorin       | Istituto Max Planck Lancenigo di Villorba |
| 2018 | Francesco Hrobat      | Liceo Leonardo Brescia                    |
| 2018 | Giulio Segalini       | Liceo Leonardo Brescia                    |
| 2018 | Symon Sm              | Liceo Leonardo Brescia                    |
| 2018 | Ada Visentini         | Liceo Copernico di Udine                  |
| 2018 | Andrea Lizzit         | Liceo Copernico di Udine                  |
| 2018 | Federico Cigolot      | Liceo Copernico di Udine                  |
| 2019 | Gloria Bisaro         | ITIS Malignani di Udine                   |
| 2019 | Isabella Corso        | ITIS Malignani di Udine                   |
| 2019 | Leonardo Danelutti    | ITIS Malignani di Udine                   |
| 2019 | Taulant Arapi         | Liceo Galilei Trento                      |
| 2019 | Carmen Casulli        | Liceo Galilei Trento                      |
| 2019 | Edoardo Franch        | Liceo Galilei Trento                      |
| 2020 | Alberto Rossi         | IIS A. Avogadro Torino                    |
| 2020 | Lorenzo D'Acierno     | IIS A. Avogadro Torino                    |
| 2020 | Roberto Tumsich       | IIS A. Avogadro Torino                    |
| 2020 | Poggi Beatrice        | Deledda International School Genova       |
| 2020 | Serrati Emanuele      | Deledda International School Genova       |
| 2020 | Secondo Michelangelo  | Deledda International School Genova       |

## Edizioni

### EUSO 2003
La prima edizione si è tenuta a Dublino tra il 6 e il 13 aprile 2003 con sette nazioni partecipanti: Belgio, Germania, Irlanda, Paesi Bassi, Regno Unito, Spagna e Svezia.
Il direttore, nonché ideatore e fondatore delle olimpiadi europee delle scienze (EUSO), è stato il Dr. Michael A. Cotter dell'università di Dublino
| Classifica |   |                      |
| Oro        | 1 | Regno Unito (team C) |
| Oro        | 2 | Paesi Bassi (B)      |
| Argento    | 3 | Irlanda (C)          |
| Argento    | 4 | Germania (C)         |
| Argento    | 5 | Irlanda (B)          |
| Argento    | 6 | Paesi Bassi (A)      |
| Argento    | 7 | Regno Unito (A)      |
| Bronzo     | 8 | Belgio (A)           |
| Bronzo     | 8 | Germania (A)         |
| Bronzo     | 8 | Germania (B)         |
| Bronzo     | 8 | Irlanda (A)          |
| Bronzo     | 8 | Regno Unito (B)      |
| Bronzo     | 8 | Spagna (A)           |
| Bronzo     | 8 | Svezia (A)           |

### EUSO 2004
Tra il 2 e l'8 maggio 2004 si è svolta la seconda edizione dell'evento, questa volta a Groninga nei Paesi Bassi. Il direttore è stato il Dr. Hans Jordens. Le squadre partecipanti furono le stesse di EUSO 2003: Belgio, Germania, Irlanda, Paesi Bassi, Regno Unito, Spagna e Svezia.
| Classifica |    |                   |
| Oro        | 1  | Germania (team B) |
| Oro        | 2  | Germania (C)      |
| Argento    | 3  | Svezia (C)        |
| Argento    | 4  | Paesi Bassi (C)   |
| Argento    | 5  | Germania (A)      |
| Argento    | 6  | Irlanda (A)       |
| Argento    | 7  | Belgio (A)        |
| Argento    | 8  | Regno Unito (A)   |
| Argento    | 9  | Irlanda (C)       |
| Bronzo     | 10 | Belgio (B)        |
| Bronzo     | 10 | Irlanda (B)       |
| Bronzo     | 10 | Paesi Bassi (A)   |
| Bronzo     | 10 | Paesi Bassi (B)   |
| Bronzo     | 10 | Regno Unito (B)   |
| Bronzo     | 10 | Spagna (A)        |
| Bronzo     | 10 | Spagna (B)        |
| Bronzo     | 10 | Spagna (C)        |
| Bronzo     | 10 | Svezia (A)        |
| Bronzo     | 10 | Svezia (B)        |

### EUSO 2005
Nel 2005 è toccato a Galway ospitare la terza edizione delle olimpiadi europee delle scienze tra il 14 e il 21 maggio, organizzate dal Dr. Michael A. Cotter e da Bernard Kirk. Vi hanno partecipato le solite nazioni che presero parte alle precedenti edizioni ad eccezione del Regno Unito (Belgio, Germania, Irlanda, Paesi Bassi, Spagna e Svezia) e si sono aggiunte altre quattro nazioni quali Cipro, Estonia, Lettonia e Slovacchia.
| Classifica |    |                     |
| Oro        | 1  | Slovacchia (team A) |
| Oro        | 2  | Germania (B)        |
| Argento    | 3  | Estonia (A)         |
| Argento    | 4  | Germania (A)        |
| Argento    | 5  | Belgio (A)          |
| Argento    | 6  | Spagna (A)          |
| Argento    | 7  | Irlanda (B)         |
| Argento    | 8  | Paesi Bassi (B)     |
| Argento    | 9  | Paesi Bassi (A)     |
| Bronzo     | 10 | Belgio (B)          |
| Bronzo     | 10 | Cipro (A)           |
| Bronzo     | 10 | Cipro (B)           |
| Bronzo     | 10 | Estonia (B)         |
| Bronzo     | 10 | Irlanda (A)         |
| Bronzo     | 10 | Lettonia (A)        |
| Bronzo     | 10 | Spagna (B)          |
| Bronzo     | 10 | Svezia (A)          |
| Bronzo     | 10 | Svezia (B)          |

### EUSO 2006
Per la quarta olimpiade la città ospitante è stata Bruxelles. Il direttore dell'evento, svoltosi tra il 2 e l'8 aprile, è stato Victor Rasquin. Questa edizione vede il ritorno del Regno Unito e l'ingresso della Grecia oltre alle dieci nazioni partecipanti alla terza edizione (Belgio, Cipro, Estonia, Germania, Irlanda, Lettonia, Paesi Bassi, Slovacchia, Spagna e Svezia).
| Classifica |    |                   |
| Oro        | 1  | Germania (team A) |
| Oro        | 2  | Lettonia (A)      |
| Oro        | 3  | Paesi Bassi (B)   |
| Argento    | 4  | Germania (B)      |
| Argento    | 5  | Slovacchia (A)    |
| Argento    | 6  | Irlanda (B)       |
| Argento    | 7  | Estonia (A)       |
| Argento    | 8  | Paesi Bassi (A)   |
| Argento    | 9  | Estonia (B)       |
| Argento    | 10 | Belgio (B)        |
| Argento    | 11 | Slovacchia (B)    |
| Argento    | 12 | Spagna (A)        |
| Argento    | 13 | Irlanda (A)       |
| Bronzo     | 14 | Belgio (A)        |
| Bronzo     | 14 | Cipro (A)         |
| Bronzo     | 14 | Cipro (B)         |
| Bronzo     | 14 | Grecia (A)        |
| Bronzo     | 14 | Grecia (B)        |
| Bronzo     | 14 | Regno Unito (A)   |
| Bronzo     | 14 | Regno Unito (B)   |
| Bronzo     | 14 | Spagna (B)        |
| Bronzo     | 14 | Svezia (A)        |
| Bronzo     | 14 | Svezia (B)        |

### EUSO 2007
Potsdam, in Germania, è stata la cittadina ospitante EUSO 2007 dal 25 marzo al 1º aprile 2007. Diretto dal Dr. Eckhard R. Lucius, l'evento ha visto prender parte 16 nazioni: le dodici di Bruxelles 2006 (Belgio, Cipro, Estonia, Germania, Grecia, Irlanda, Lettonia, Paesi Bassi, Regno Unito, Slovacchia, Spagna e Svezia) e quattro new-entry quali Repubblica Ceca, Lituania, Lussemburgo e Slovenia.
| Classifica |                 |                     |        |    |                     |
| Oro        | 1               | Germania (team B)   | Bronzo | 16 | Belgio (A)          |
| Oro        | 2               | Germania (A)        | Bronzo | 16 | Belgio (B)          |
| Oro        | 3               | Spagna (A)          | Bronzo | 16 | Cipro (A)           |
| Oro        | 4               | Estonia (A)         | Bronzo | 16 | Cipro (B)           |
| Oro        | 5               | Paesi Bassi (A)     | Bronzo | 16 | Repubblica Ceca (A) |
| Argento    |                 |                     | Bronzo | 16 |                     |
| 6          | Slovacchia (A)  | Repubblica Ceca (B) | Bronzo | 16 |                     |
| 7          | Lituania (A)    | Grecia (A)          | Bronzo | 16 |                     |
| 8          | Lettonia (A)    | Grecia (B)          | Bronzo | 16 |                     |
| 9          | Irlanda (B)     | Lussemburgo (A)     | Bronzo | 16 |                     |
| 10         | Slovacchia (B)  | Lussemburgo (B)     | Bronzo | 16 |                     |
| 11         | Estonia (B)     | Regno Unito (B)     | Bronzo | 16 |                     |
| 12         | Irlanda (A)     | Slovenia (A)        | Bronzo | 16 |                     |
| 13         | Regno Unito (A) | Svezia (A)          | Bronzo | 16 |                     |
| 14         | Spagna (B)      | Svezia (B)          | Bronzo | 16 |                     |
| 15         | Paesi Bassi (B) |                     |        |    |                     |

### EUSO 2008
La sesta olimpiade europea delle scienze si è tenuta a Nicosia, nell'isola di Cipro dall'11 al 17 marzo. Il direttore è stato Mikis Hadjineophytou. In questa edizione non ha partecipato il Regno Unito ma vi hanno preso parte tre nuove nazioni: Austria, Bulgaria e Danimarca. Le altre nazioni partecipanti sono state: Belgio, Cipro, Estonia, Germania, Grecia, Irlanda, Lettonia, Lituania, Lussemburgo, Paesi Bassi, Repubblica Ceca, Slovacchia, Slovenia, Spagna e Svezia.
| Classifica |                     |                  |        |    |               |
| Oro        | 1                   | Estonia (team B) | Bronzo | 18 | Austria (B)   |
| Oro        | 2                   | Paesi Bassi (B)  | Bronzo | 18 | Belgio (B)    |
| Oro        | 3                   | Germania (A)     | Bronzo | 18 | Bulgaria (A)  |
| Oro        | 4                   | Slovacchia (B)   | Bronzo | 18 | Bulgaria (B)  |
| Oro        | 5                   | Lettonia (A)     | Bronzo | 18 | Cipro (A)     |
| Oro        | 6                   | Lituania (B)     | Bronzo | 18 | Danimarca (B) |
| Oro        | 7                   | Irlanda (B)      | Bronzo | 18 | Grecia (A)    |
| Oro        | 8                   | Cipro (B)        | Bronzo | 18 | Grecia (B)    |
| Argento    |                     |                  | Bronzo | 18 |               |
| 9          | Repubblica Ceca (A) | Lussemburgo (A)  | Bronzo | 18 |               |
| 10         | Lituania (A)        | Lussemburgo (B)  | Bronzo | 18 |               |
| 11         | Austria (A)         | Paesi Bassi (A)  | Bronzo | 18 |               |
| 12         | Repubblica Ceca (B) | Slovenia (A)     | Bronzo | 18 |               |
| 13         | Belgio (A)          | Spagna (A)       | Bronzo | 18 |               |
| 14         | Germania (B)        | Spagna (B)       | Bronzo | 18 |               |
| 15         | Estonia (A)         | Svezia (A)       | Bronzo | 18 |               |
| 16         | Irlanda (A)         | Svezia (B)       | Bronzo | 18 |               |
| 17         | Slovacchia (A)      |                  |        |    |               |

### EUSO 2009
La sede per EUSO 2009 è stata Murcia in Spagna che ha ospitato l'evento dal 28 marzo al 5 aprile. Il presidente onorario è stato il Re di Spagna Juan Carlos I mentre il direttore è stato il Prof. Juan Antonio Rodríguez Renuncio. Hanno preso parte 21 nazioni tra cui le novità Ungheria e Portogallo e l'ennesimo ritorno del Regno Unito. Le altre nazioni sono state quelle che hanno partecipato alla precedente edizione a Nicosia ossia Austria, Belgio, Bulgaria, Cipro, Danimarca, Estonia, Germania, Grecia, Irlanda, Lettonia, Lituania, Lussemburgo, Paesi Bassi, Repubblica Ceca, Slovacchia, Slovenia, Spagna e Svezia.
| Classifica |    |                          |        |    |                   |
| Oro        | 1  | Repubblica Ceca (team A) | Bronzo | 18 | Austria (B)       |
| Oro        | 2  | Ungheria (A)             | Bronzo | 18 | Belgio (B)        |
| Oro        | 3  | Germania (B)             | Bronzo | 18 | Bulgaria (A-B)    |
| Oro        | 4  | Germania (A)             | Bronzo | 18 | Cipro (A)         |
| Oro        | 5  | Estonia (A)              | Bronzo | 18 | Danimarca (A-B)   |
| Argento    | 6  | Paesi Bassi (A)          | Bronzo | 18 | Estonia (B)       |
| Argento    | 7  | Lituania (A)             | Bronzo | 18 | Grecia (A)        |
| Argento    | 8  | Repubblica Ceca (A)      | Bronzo | 18 | Irlanda (B)       |
| Argento    | 9  | Irlanda (A)              | Bronzo | 18 | Lettonia (A)      |
| Argento    | 10 | Belgio (A)               | Bronzo | 18 | Lussemburgo (A-B) |
| Argento    | 11 | Paesi Bassi (B)          | Bronzo | 18 | Portogallo (A-B)  |
| Argento    | 12 | Regno Unito (B)          | Bronzo | 18 | Regno Unito (A)   |
| Argento    | 13 | Austria (B)              | Bronzo | 18 | Slovacchia (A)    |
| Argento    | 14 | Cipro (B)                | Bronzo | 18 | Slovenia (B)      |
| Argento    | 15 | Lituania (B)             | Bronzo | 18 | Spagna (A-B)      |
| Argento    | 16 | Slovacchia (B)           | Bronzo | 18 | Svezia (A-B)      |
| Argento    | 17 | Grecia (B)               | Bronzo | 18 | Ungheria (B)      |

### EUSO 2010
Tra l'11 e il 17 aprile 2010 si è svolta l'ottava edizione in Svezia a Göteborg. Le nazioni partecipanti sono state le stesse dell'edizione 2009 ad eccezione della Lettonia ma con in più la Romania: Austria, Belgio, Bulgaria, Cipro, Danimarca, Estonia, Germania, Grecia, Irlanda, Lituania, Lussemburgo, Paesi Bassi, Portogallo, Repubblica Ceca, Regno Unito, Slovacchia, Slovenia, Spagna, Svezia e Ungheria. La squadra vincente, il team B della Repubblica Ceca, era composto da Lubomir Grund, Frantisek Petrous e Eva Vojackova.
| Classifica |    |                          |         |    |                     |        |    |                 |
| Oro        | 1  | Repubblica Ceca (team B) | Argento | 15 | Slovacchia (A)      | Bronzo | 24 | Danimarca (B)   |
| Oro        | 2  | Germania (B)             | Argento | 16 | Austria (B)         | Bronzo | 24 | Grecia (A)      |
| Oro        | 3  | Ungheria (B)             | Argento | 16 | Repubblica Ceca (A) | Bronzo | 24 | Irlanda (A)     |
| Oro        | 4  | Germania (A)             | Argento | 18 | Grecia (B)          | Bronzo | 24 | Lussemburgo (A) |
| Oro        | 5  | Romania (B)              | Argento | 18 | Irlanda (B)         | Bronzo | 24 | Lussemburgo (B) |
| Oro        | 6  | Ungheria (A)             | Argento | 20 | Slovacchia (B)      | Bronzo | 24 | Paesi Bassi (B) |
| Oro        | 7  | Estonia (A)              | Argento | 21 | Cipro (B)           | Bronzo | 24 | Portogallo (A)  |
| Argento    | 8  | Austria (A)              | Argento | 22 | Slovenia (B)        | Bronzo | 24 | Portogallo (B)  |
| Argento    | 8  | Romania (A)              | Argento | 23 | Belgio (B)          | Bronzo | 24 | Regno Unito (B) |
| Argento    | 10 | Estonia (A)              | Bronzo  | 24 | Belgio (A)          | Bronzo | 24 | Slovenia (A)    |
| Argento    | 11 | Lituania (B)             | Bronzo  | 24 | Bulgaria (A)        | Bronzo | 24 | Spagna (A)      |
| Argento    | 11 | Regno Unito (A)          | Bronzo  | 24 | Bulgaria (B)        | Bronzo | 24 | Spagna (B)      |
| Argento    | 13 | Paesi Bassi (A)          | Bronzo  | 24 | Cipro (A)           | Bronzo | 24 | Svezia (A)      |
| Argento    | 14 | Lituania (A)             | Bronzo  | 24 | Danimarca (B)       | Bronzo | 24 | Svezia (B)      |

### EUSO 2011
Nel 2011, dal 10 al 16 aprile, sono state Pardubice e Hradec Králové, cittadine della Repubblica Ceca, ad ospitare la nona edizione delle Olimpiadi. Le nazioni partecipanti sono state: Austria, Belgio, Bulgaria, Cipro, Danimarca, Estonia, Germania, Grecia, Irlanda, Lituania, Lussemburgo, Paesi Bassi, Portogallo, Repubblica Ceca, Romania, Slovacchia, Slovenia, Spagna, Svezia e Ungheria. L'Italia era presente con un osservatore, la dott. Giuliana Cavaggioni coordinatrice nazionale delle Olimpiadi della Fisica. La nazione vincente è stata l'Ungheria con il team A.
| Classifica |    |                     |            |        |    |                 |
| Oro        | 1  | Ungheria (team A)   | 223,75 pt. | Bronzo | 22 | Belgio (B)      |
| Oro        | 2  | Estonia (A)         | 219,00     | Bronzo | 22 | Bulgaria (B)    |
| Oro        | 3  | Ungheria (B)        | 215,75     | Bronzo | 22 | Cipro (A)       |
| Oro        | 4  | Germania (A)        | 203,00     | Bronzo | 22 | Cipro (B)       |
| Oro        | 5  | Slovacchia (A)      | 202,00     | Bronzo | 22 | Danimarca (A)   |
| Oro        | 6  | Bulgaria (A-B)      | 201,75     | Bronzo | 22 | Danimarca (B)   |
| Argento    | 7  | Repubblica Ceca (A) | 199,25     | Bronzo | 22 | Grecia (A)      |
| Argento    | 8  | Austria (A)         | 195,00     | Bronzo | 22 | Grecia (B)      |
| Argento    | 9  | Estonia (B)         | 193,00     | Bronzo | 22 | Irlanda (A)     |
| Argento    | 10 | Germania (B)        | 192,00     | Bronzo | 22 | Lussemburgo (A) |
| Argento    | 11 | Slovacchia (B)      | 186,00     | Bronzo | 22 | Lussemburgo (B) |
| Argento    | 12 | Paesi Bassi (B)     | 183,25     | Bronzo | 22 | Paesi Bassi (A) |
| Argento    | 13 | Lituania (A)        | 180,50     | Bronzo | 22 | Portogallo (A)  |
| Argento    | 14 | Romania (A)         | 179,00     | Bronzo | 22 | Portogallo (B)  |
| Argento    | 15 | Romania (B)         | 176,75     | Bronzo | 22 | Slovenia (B)    |
| Argento    | 16 | Slovenia (A)        | 173,75     | Bronzo | 22 | Spagna (A)      |
| Argento    | 17 | Lituania (B)        | 173,00     | Bronzo | 22 | Spagna (B)      |
| Argento    | 18 | Repubblica Ceca (B) | 172,25     | Bronzo | 22 | Svezia (A)      |
| Argento    | 19 | Austria (B)         | 168,00     | Bronzo | 22 | Svezia (B)      |
| Argento    | 20 | Irlanda (B)         | 167,75     |        |    |                 |
| Argento    | 21 | Belgio (A)          | 167,50     |        |    |                 |

### EUSO 2012
L'edizione del 2012 si è svolta nella capitale Lituana Vilnius dal 22 al 29 aprile. Il presidente onorario è stato il Presidente della Repubblica Lituana Valdas Adamkus. Con questa edizione si ha l'ingresso dell'Italia, per iniziativa dell'Associazione per l'Insegnamento della Fisica. Oltre all'Italia hanno preso parte a EUSO 2012: Austria, Belgio, Bulgaria, Cipro, Danimarca, Estonia, Germania, Grecia, Irlanda, Lettonia, Lituania, Lussemburgo, Paesi Bassi, Portogallo, Repubblica Ceca, Romania, Slovacchia, Slovenia, Spagna, Svezia e Ungheria.
| Delegazione italiana |                                                 |
| Giuliana Cavaggioni  | Coordinatrice nazionale e mentore per la fisica |
| Paolo Laveder        | Mentore per la biologia                         |
| Andrea Ursic         | Mentore per la chimica                          |
| Cecilia Piferi       | Team A                                          |
| Agnese Ronchetti     | Team A                                          |
| Luca Broggi          | Team A                                          |
| Giulia Pelos         | Team B                                          |
| Isabella Concina     | Team B                                          |
| Massimo Bosco        | Team B                                          |
| Eddy Ostinelli       | Docente Liceo Fermi di Cantù                    |
| Gabriella Chiavola   | Docente ITIS Malignani di Udine                 |

Il team A (dal Liceo Fermi di Cantù) ha conquistato una medaglia di bronzo, mentre il team B (dall'ISIS Maligani di Udine) si è aggiudicato una medaglia d'argento con un 17º posto assoluto. Il trofeo EUSO è andato al team A dell'Estonia.

### EUSO 2013
Il Lussemburgo ha ospitato l'undicesima edizione dal 17 al 24 marzo. Il Presidente onorario è stato il Granduca Guglielmo di Lussemburgo. Le due prove sono state svolte presso l'Università di Lussemburgo. La prima è stata basata sulla silice mentre la seconda sul biogas. Hanno preso parte 22 nazioni, le stesse di EUSO 2012, per 44 squadre e 132 studenti. Le nazioni sono state le seguenti: Austria, Belgio, Bulgaria, Cipro, Danimarca, Estonia, Francia, Germania, Grecia, Irlanda, Italia, Lettonia, Lituania, Lussemburgo, Paesi Bassi, Portogallo, Repubblica Ceca, Romania, Slovacchia, Slovenia, Spagna, e Ungheria.
| Delegazione italiana   |                                                 |
| Giuliana Cavaggioni    | Coordinatrice nazionale e mentore per la fisica |
| Paolo Laveder          | Mentore per la biologia                         |
| Andrea Ursic           | Mentore per la chimica                          |
| Davide Barberis        | Team A                                          |
| Irene Pomero           | Team A                                          |
| Riccardo Scalzo        | Team A                                          |
| Luca Zorzenon          | Team B                                          |
| Arianna Mingone        | Team B                                          |
| Talissa Dreossi        | Team B                                          |
| Laura Cugudda          | Docente IIS Avogadro di Torino                  |
| Ermanno Ettore Cavallo | Docente ITIS Malignani di Udine                 |

Entrambi i team italiani vincono una medaglia di bronzo.
Il trofeo EUSO è andato alla Germania con il Team A.

### EUSO 2014
La dodicesima edizione di EUSO si è tenuta ad Atene, in Grecia, dal 30 marzo al 6 aprile 2014.
| Delegazione italiana |                                                 |
| Giuliana Cavaggioni  | Coordinatrice nazionale e mentore per la fisica |
| Paolo Laveder        | Mentore per la biologia                         |
| Andrea Ursic         | Mentore per la chimica                          |
| Andrea Monti         | Team A                                          |
| Mattia Libralato     | Team A                                          |
| Pietro Butti         | Team A                                          |
| Christian Mendo      | Team B                                          |
| Davide Pasquale      | Team B                                          |
| Davide Barberis      | Team B                                          |
| Davide Del Campo     | Docente Liceo Fermi di Cantù                    |
| Laura Cugudda        | Docente IIS Avogadro di Torino                  |

Gli studenti del Team A provengono dal Liceo Fermi di Cantù, mentre gli studenti del Team B provengono dal IIS Avogadro di Torino.
Il team A ha conquistato una medaglia d'argento con un 21º posto assoluto, mentre il team B ha guadagnato una medaglia di bronzo.
L'Ungheria Team A ha vinto il trofeo EUSO.

### EUSO 2015
La tredicesima edizione di EUSO si è tenuto a Klagenfurt, in Austria, dal 26 aprile al 3 maggio 2015.
| Delegazione italiana      |                                                 |
| Giuliana Cavaggioni       | Coordinatrice nazionale e mentore per la fisica |
| Paolo Laveder             | Mentore per la biologia                         |
| Andrea Ursic              | Mentore per la chimica                          |
| Luca Arnaboldi            | Team A                                          |
| Matteo Chiariello         | Team A                                          |
| Dario Mercalli            | Team A                                          |
| Giacomo Coslop            | Team B                                          |
| Giorgio Forti             | Team B                                          |
| Benedetta Montanarini     | Team B                                          |
| Maria Concetta Andreacchi | Docente Liceo Fermi di Cantù                    |
| Alberto Meroni            | Docente Liceo Galilei di Trento                 |

Gli studenti del Team A provengono dal Liceo Fermi di Cantù, mentre gli studenti del Team B provengono dal Liceo Galilei di Trento.
Entrambe le squadre hanno conseguito una medaglia di bronzo. Il trofeo EUSO è andata alla Germania Team B.

### EUSO 2016
La quindicesima edizione di EUSO si è tenuta a Tartu dal 7 al 14 maggio 2016
| Delegazione italiana |                                                 |
| Giuliana Cavaggioni  | Coordinatrice nazionale e mentore per la fisica |
| Paolo Laveder        | Mentore per la biologia                         |
| Andrea Ursic         | Mentore per la chimica                          |
| Andrea Pasotti       | Team A                                          |
| Emanuele Manzi       | Team A                                          |
| Marco Piacentini     | Team A                                          |
| Gregorio Rebecchi    | Team B                                          |
| Stefano Cavana       | Team B                                          |
| Stefano Pigozzi      | Team B                                          |
| Roberta Becca        | Docente IIS Alberghetti di Imola                |
| Moreno Gazzotti      | Docente ITIS Fermi di Modena                    |

Gli studenti del Team A provengono dal IIS Alberghetti di Imola, mentre gli studenti del Team B provengono dal ITIS Fermi di Modena.
Il Team A dell'Italia ha avuto una medaglia di bronzo, il Team B una medaglia d'argento. Il trofeo EUSO è andato al team A della Germania.

### EUSO 2017
La sedicesima edizione di EUSO si è tenuta a Copenaghen dal 7 al 14 maggio 2017
| Delegazione italiana |                                          |
| Giuliana Cavaggioni  | Coordinatrice nazionale                  |
| Alberto Meroni       | Mentore per la fisica                    |
| Paolo Laveder        | Mentore per la biologia                  |
| Andrea Ursic         | Mentore per la chimica                   |
| Gaia De Paciani      | Team A                                   |
| Luca Lazzari         | Team A                                   |
| Alberto Cadorin      | Team A                                   |
| Felix Chippendale    | Team B                                   |
| Francesco Debortoli  | Team B                                   |
| Jakob Nogler         | Team B                                   |
| Antonella Bonaldo    | Docente Istituto Max Planck di Lancenigo |
| Alberto Meroni       | Docente Liceo Galilei di Trento          |

Gli studenti del Team A provengono dall'istituto Max Planck di Lancenigo di Villorba, mentre gli studenti del Team B provengono dal Liceo Gallilei di Trento. Entrambe le squadre hanno conquistato una medaglia d'argento classificandosi al 23º posto (Team B) e al 9º posto (Team A), miglior risultato mai conseguito dall'Italia. Il trofeo EUSO è andato al team A dell'Ungheria.

### EUSO 2018
La sedicesima edizione di EUSO si è tenuta a Lubiana dal 28 aprile al 5 maggio 2018
| Delegazione italiana |                                   |
| Giuliana Cavaggioni  | Coordinatrice nazionale           |
| Graziella Milinco    | Mentore per la fisica             |
| Paolo Laveder        | Mentore per la biologia           |
| Andrea Ursic         | Mentore per la chimica            |
| Ada Visentini        | Team A                            |
| Andrea Lizzit        | Team A                            |
| Federico Cigolot     | Team A                            |
| Francesco Hrobat     | Team B                            |
| Giulio Segalini      | Team B                            |
| Symon Sm             | Team B                            |
| Francesco Gobbo      | Docente Liceo Copernico di Udine  |
| Paolo Mazzoldi       | Docente Liceo Leonardo di Brescia |

Gli studenti del Team A provengono dal Liceo Copernico di Udine, mentre gli studenti del Team B provengono dal Liceo Leonardo di Brescia. Il Team A ha conseguito una medaglia di bronzo, mentre il Team B una medaglia d'argento, classificandosi al 23º posto assoluto.  Il trofeo EUSO è andato al team A della Repubblica Ceca.

### EUSO 2019
La diciassettesima edizione di EUSO si è tenuta ad Almada dal 28 aprile al 5 maggio 2019
| Delegazione italiana |                                 |
|                      |                                 |
| Alberto Meroni       | Mentore per la fisica           |
| Paolo Laveder        | Mentore per la biologia         |
| Andrea Ursic         | Mentore per la chimica          |
| Gloria Bisaro        | Team A                          |
| Isabella Corso       | Team A                          |
| Leonardo Danelutti   | Team A                          |
| Taulant Arapi        | Team B                          |
| Carmen Casulli       | Team B                          |
| Edoardo Franch       | Team B                          |
| Adriano Rodaro       | Docente ITIS Malignani di Udine |
| Piero Videsott       | Docente Liceo Galilei di Trento |

Gli studenti del Team A provengono dall'ITIS Malignani di Udine, mentre gli studenti del Team B provengono dal Liceo Galilei di Trento. Il Team A ha conseguito una medaglia di bronzo, mentre il Team B una medaglia d'argento, classificandosi al 24º posto assoluto.  Il trofeo EUSO è andato al team A della Repubblica Ceca.

### EOES 2021
La diciottesima edizione del gara (prima EOES) si è tenuta a Seghedino dal 9 maggio al 14 maggio 2021

### EOES 2022
La diciannovesima edizione del gara (seconda EOES) si è tenuta a Hradec Králové dal 8 maggio al 14 maggio 2022

### EOES 2023
La ventesima edizione del gara (terza EOES) si è tenuta a Riga dal 29 aprile al 6 maggio 2023

### EOES 2024
La ventunesima edizione del gara (quarta EOES) si è tenuta in Lussemburgo dal 7 aprile al 14 aprile 2024
| Delegazione italiana |                                               |
|                      |                                               |
| Sirignano Chiara     | Mentore per la fisica                         |
| Laveder Paolo        | Mentore per la biologia                       |
| Centomo Paolo        | Mentore per la chimica                        |
| Martinis Sasha       | Team A                                        |
| Rodeano Domitilla    | Team A                                        |
| Levan Riccardo       | Team A                                        |
| Mazzetti Filippo     | Team B                                        |
| Landi Alessandro     | Team B                                        |
| Scala Valentina      | Team B                                        |
| Tedesco Raffaello    | Docente ITIS Malignani di Udine               |
| Mirri Claudia        | Docente Liceo l’Istituto Alberghetti di Imola |